# Кавос, Альберт Катеринович
Альбе́рт Катери́нович Ка́во́с (итал. Alberto Cavos; 12 декабря 1800, Санкт-Петербург — 22 мая 1863, Петергоф, Санкт-Петербургская губерния) — русский архитектор итальянского происхождения, мастер позднего классицизма и ранней эклектики, специалист по театральному строительству; сын композитора Катерино Кавоса, отец архитектора Цезаря Кавоса. Автор проекта здания Мариинского театра в Петербурге, руководитель восстановления здания Большого театра в Москве. Академик Императорской Академии художеств (с 1846), действительный статский советник (1861).

## Биография

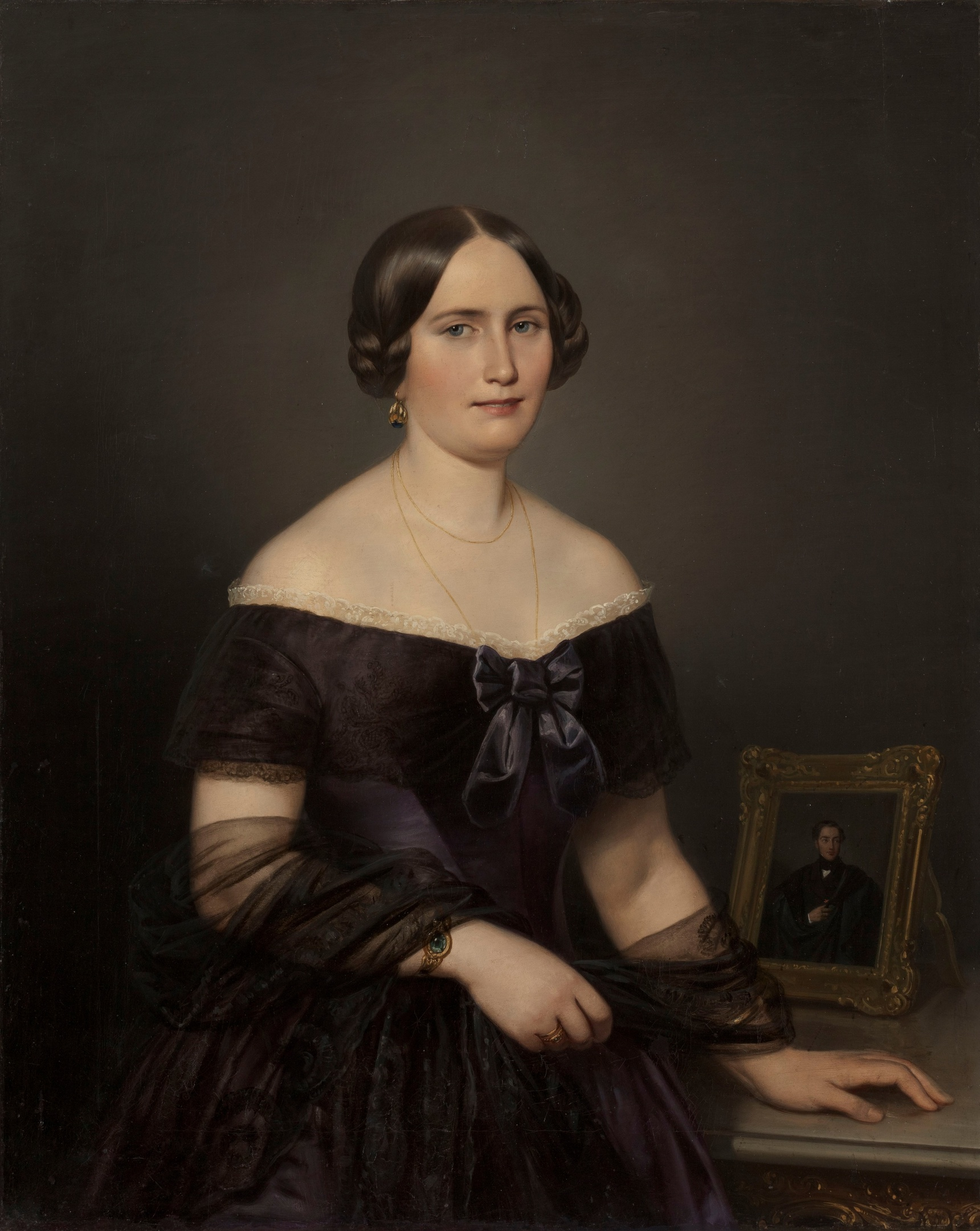
Козрое Дузи. Портрет К. И. Кавос. 1849. Холст, масло. 104 × 83,5 см. Эрмитаж, Санкт-Петербург

Происходил из старинной венецианской семьи. Отец архитектора — композитор Катерино Кавос, дед — директор венецианского театра Фениче, Джованни Кавос. После падения Венецианской республики (1797) Катарино Кавос эмигрировал, вначале — в Германию, затем — в Россию. В Петербурге Катарино Кавос стал «директором музыки» императорских театров, писал и ставил оперы, в том числе «Иван Сусанин» (1815).
Альберто Кавос, родившийся в Петербурге 12 (24) декабря 1800 года, окончил в 1823 году математическое отделение университета в Падуе. В 1820—1823 годах практиковался в качестве помощника инженера-гидравлика по регулированию итальянских рек Фрассине и Адидже; вероятно, за этот труд получил пармский орден Святого Людовика 1-й степени.
Вернувшись в Россию, поступил на русскую службу и был сначала определён в строительную комиссию при строениях Александринского театра и на Александровский чугуно-литейный завод. В 1829 году был направлен в помощь Карлу Росси «к строению дома для Департамента Министерства внутренних дел».
С 12 июля 1830 года А. К. Кавос стал архитектором Пажеского корпуса; в 1832 году, дополнительно занял должности архитектора Общества благородных девиц и Екатерининского училища; затем, в 1834 году стал ещё и архитектором Почтового ведомства, а в 1838 году — архитектором Департамента государственных имуществ. Кроме того, исполнял частные заказы, например, в 1836 году отделал фасад дома Пашковых на набережной Фонтанки, 18.
В сентябре 1846 года, с формулировкой «во уважение известных познаний и работ по части художеств», Альберт Кавос был избран академиком архитектуры. В 1859 году принял российское подданство. В 1847 году в Париже было напечатан трактат «О строительстве театров» (Traité de la construction des théâtres), экземпляр которого был подарен зодчим в библиотеку Академии художеств в Петербурге; за это сочинение Кавос получил от российского императора бриллиантовый перстень, от бразильского — звание «почётного архитектора Его Величества двора», от шведского короля — орден Вазы 3-й степени.
Самой известной его работой в Петербурге стал Мариинский театр, построенный в 1860 году. В 1853—1856 годах Кавос руководил восстановлением московского Большого театра. Как вспоминал его внук Александр Бенуа:
Громадные заказы, которыми был завален дед Кавос, позволили ему достичь значительного благосостояния, а оно дало ему возможность вести довольно пышный образ жизни и отдаваться коллекционерской страсти. Его дом в Венеции (на канале Гранде), был настоящим музеем… Впоследствии многие из этих вещей были перевезены в Петербург, а после смерти деда в 1864 году поделены между вдовой и другими наследниками.
Незадолго до смерти Кавос составил проект нового здания парижской Оперы. «Едва ли Гранд-Опера дедушки была бы столь же эффектной, как знаменитое произведение Шарля Гарнье, но можно быть уверенным, что его театр лучше отвечал бы требованиям удобства и акустики».
Скончался 22 мая (3 июня) 1863 года в Петергофе; похоронен в Петербурге на Волковском лютеранском кладбище (IX уч.), на постаменте надгробия — портретный барельеф работы его зятя и помощника Николая Бенуа.

## Проекты
В Санкт-Петербурге

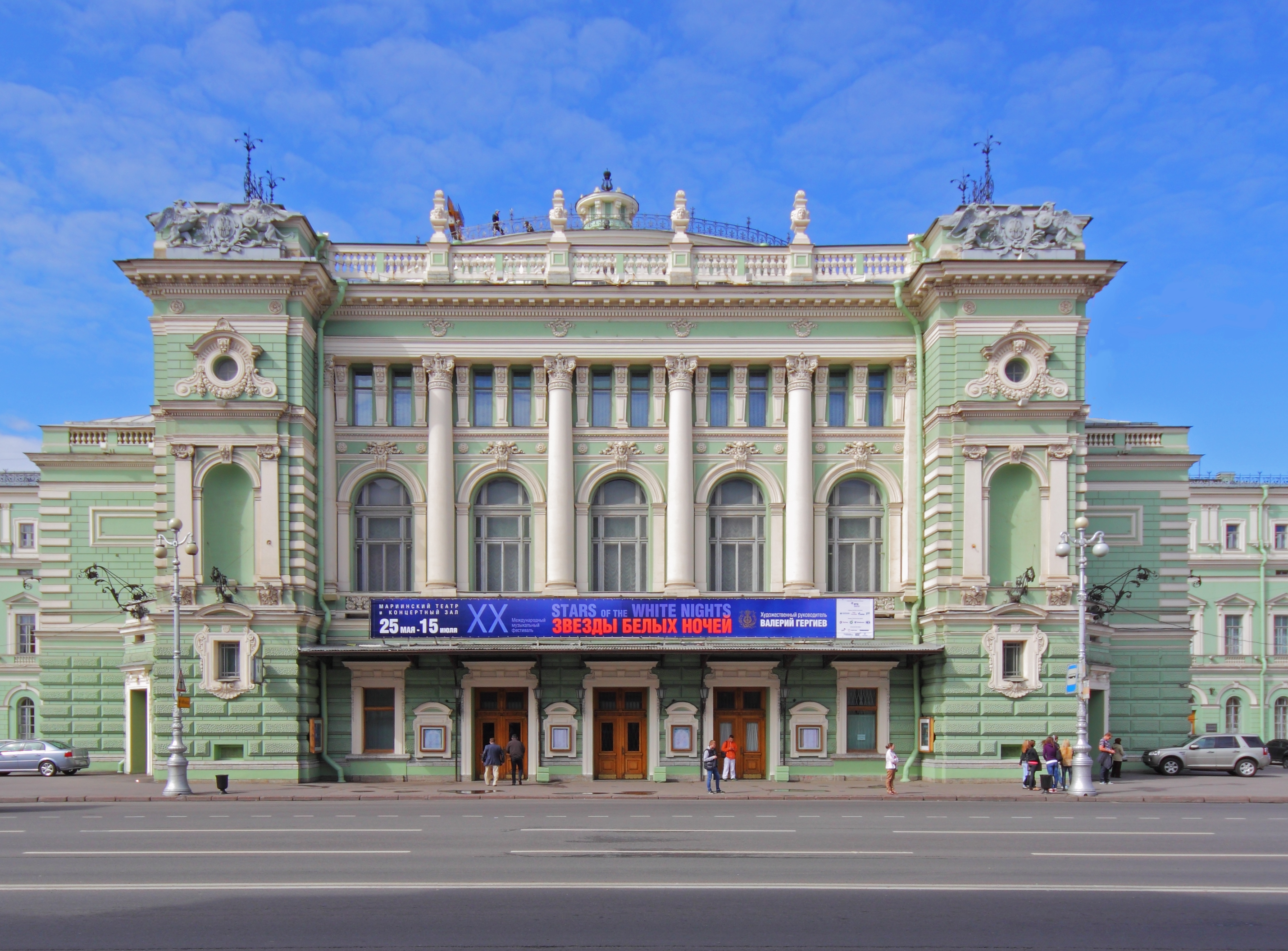
Мариинский театр

- Улица Ломоносова, 8 — жилой флигель и службы Пажеского корпуса. Перестройка и расширение. 1832—1834.
- Театральная площадь, 3 — здание Большого театра. Внутренняя перестройка. 1836 (включено в нынешнее здание Санкт-Петербургской консерватории).
- Улица Зодчего Росси, 2 — внутренняя перестройка здания Дирекции Императорских театров. 1836.
- Набережная реки Фонтанки, 18 — дом Пашковых. Изменение отделки фасада. 1836.
- Большая Подьяческая улица, 20 — декорационный склад Дирекции Императорских театров. 1839 (перестроен).
- Караванная улица, 22 — особняк А. Ф. Львова. Перестройка. 1841 (перестроен).
- Набережная реки Крестовки, 10 — здание Каменноостровского театра. Возобновление и реконструкция. 1844 (реконструировано).
- Воронежская улица, 13 — улица Тюшина, 16 — ямщицкий дом. Надстройка. 1844 (включен в существующее здание).
- Литейный проспект, 55 — дом Екатерининского училища. Перестройка. 1840-е.
- Большая Морская улица, 61 — Почтамтская улица, 18 — комплекс зданий «Отделения почтовых карет и брик». Перестройка. 1844—1846. Включены существовавшие строения.
- 12-я Красноармейская улица, 27 — Лермонтовский проспект, 51 — здание детского приюта имени великой княжны Александры Николаевны. 1846—1848. (Включено в существующее здание).
- Театральная площадь, 1 — здание Театра-цирка (Мариинского театра). 1847—1848, 1859—1860 (перестроено и расширено самим архитектором в 1859 году).
- Почтамтская улица, 3 — дом Почтового ведомства. 1853.
- Набережная реки Мойки, 79 — доходный дом. 1859.
- Площадь Искусств, 1 — Инженерная улица, 1 — здание Михайловского театра. Внутренняя перестройка. 1859—1860.
- Канонерская улица, 5 — доходный дом. 1860—1861 (надстроен).
- Почтамтская улица, 14—16 — Почтамтский переулок, 5 — дома Почтового ведомства (перестройка) и переходная галерея Главного почтамта. 1859—1862.
- Несохранившийся деревянный театр в Красном Селе

В Москве

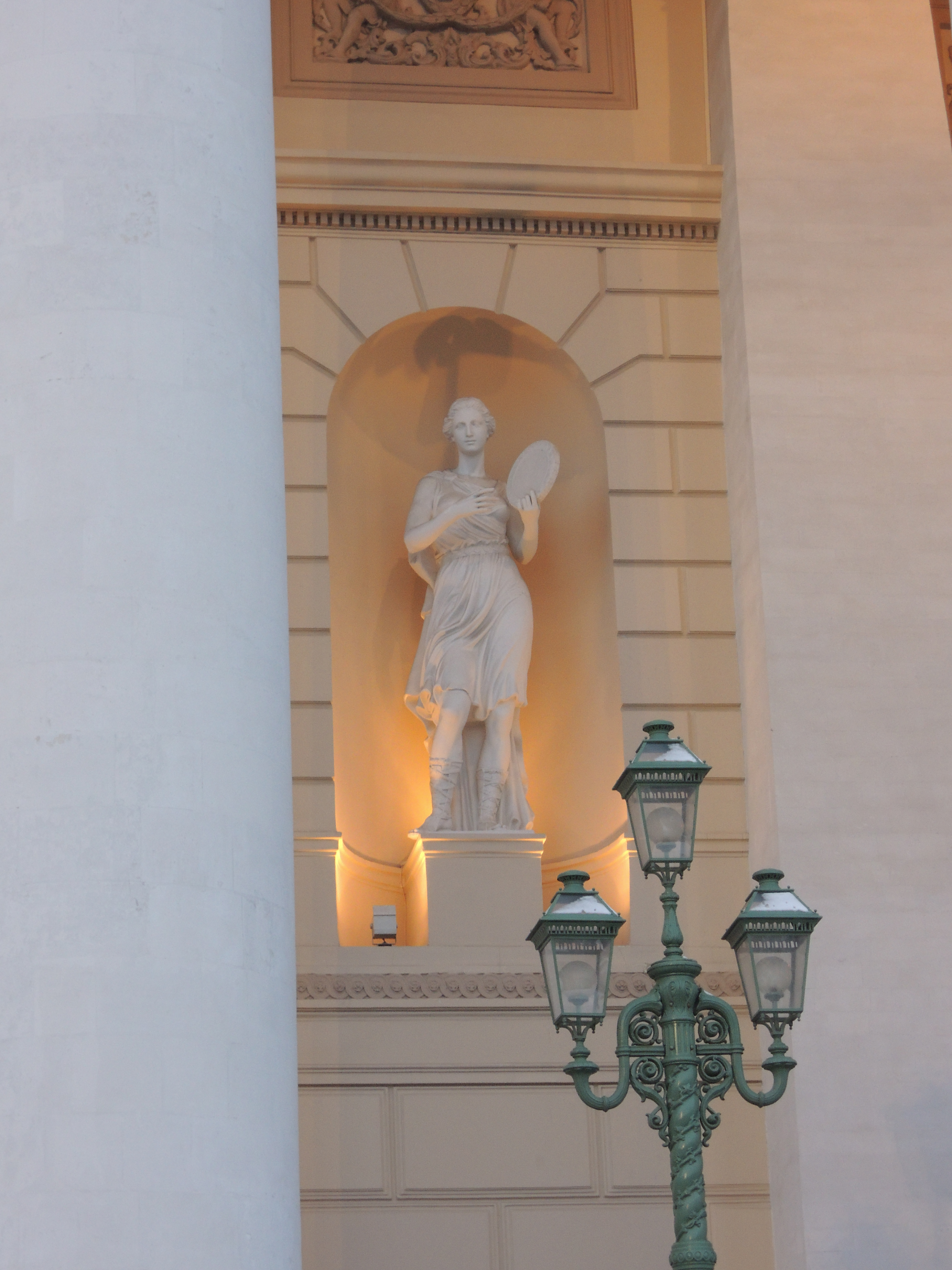
Изображения муз для фасада московского Большого театра были заказаны Кавосом, который восстанавливал здание Большого театра, практически целиком сгоревшее в 1853 году

- Комплекс зданий Московского Императорского почтамта и телеграфа (1850-е, Мясницкая улица, 27)
- После пожара 1853 года занимался реставрацией здания Большого театра

## Семья
Альберт Кавос был дважды женат. Его первая жена, итальянка Алоизия Каролина Кароббио (1801—1835), умерла от чахотки, родив четырёх детей:
- Станислав (1823—1875);
- Цезарь (1824—1883) — академик архитектуры;
- Константин (1825—1890) — дипломат, тайный советник;
- Камилла (1828—1891), в 1849 году вышла замуж за архитектора Николая Бенуа и из девяти детей, рождённых в этом браке, — внуков и внучек Кавоса — наиболее известны Леонтий, Альберт и Александр Бенуа.

От второго брака с Ксенией Ивановной (ум. 1905), белошвейкой с Васильевского острова, у него также были дети:
- Софья (1841—1865) — вышла замуж за правоведа М. И. Зарудного, умерла при рождении первого ребёнка;
- Михаил (1842—1898) — секретарь земской управы; входил в Шекспировский кружок;
- Иван (1846 — ок. 1895) — офицер в Италии, затем — гражданский чиновник в Кутаиси.

## Комментарии
1. 1 2  Парные портреты супругов Кавос поступили в 1941 году как часть бывшего фонда историко-бытового отдела Русского музея, куда, в свою очередь, они были переданы из Пушкинского Дома в 1929 году. Долгое время считались работами неизвестного мастера; были описаны и атрибутированы Козрое Дузи сотрудником Эрмитажа Юрием Гудыменко (в журнале «Сообщения Государственного Эрмитажа», 2011)[1].
2. ↑  По версиям БРЭ и Е. Жерихиной: Ка́вос[3]; по версии В. Власова: Каво́с[4].
3. ↑  Заявляемая Е. Жерихиной дата присвоения звания — 14 (26) января 1847 года[12] — бездоказательна. Сведения, по которым Альберт Кавос имел также звание почётного вольного общника ИАХ[13], недостоверны.
4. ↑  Первые двое родились до венчания; все были крещены в православие.